# テルツ少年合唱団
テルツ少年合唱団（ドイツ語: Tölzer Knabenchor）は、ドイツの少年合唱団である。

## 概要
南ドイツのアルプス山中の温泉地バートテルツ（Bad Tölz）にゲルハルト・シュミット＝ガーデン（Gerhard Schmidt-Gaden）によって、モーツァルト生誕200年の年1956年に組織され、現在まで彼によって指導されている。団員の少年は200人を数え、4つのグループに分かれて活動している。
団員は6歳からここで音楽教育を受け、楽器も演奏する。団員の独唱者たちは数多くのヨーロッパの音楽祭に出演し、レコード、CDも多数録音している。
ヘルベルト・フォン・カラヤン、カール・ベーム、カール・リヒター、ラファエル・クーベリック、ヴォルフガング・サヴァリッシュ、ピエール・ブーレーズ、ニコラウス・アーノンクール、リッカルド・シャイー、など多くの指揮者やヨーロッパ主要オーケストラと共演しており、少年合唱独特の清澄さと精緻な力強さをあわせ持った表現を特色としている。
1986年に初来日をしている。